# Maria Schutz (Freiburg)

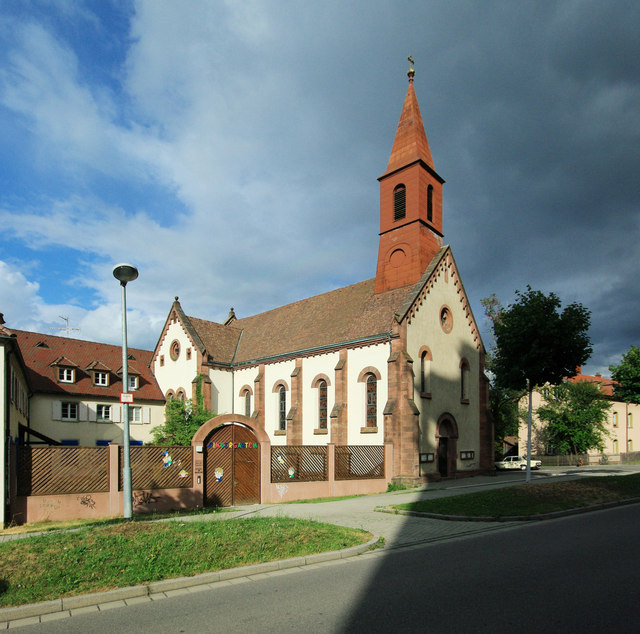
Maria-Schutz-Kirche in Freiburg

Maria Schutz ist eine kleine Kirche (manchmal auch als Kapelle bezeichnet) im Osten des Stadtteils Wiehre der Stadt Freiburg im Breisgau. Sie wird von verschiedenen christlich-orthodoxen Glaubensgemeinschaften genutzt.

## Geschichte
Das unter Denkmalschutz stehende Gebäude wurde von 1885 bis 1889 als Filialkirche von St. Johann vorwiegend für die katholischen Christen der benachbarten Arbeitersiedlung „Knopfhäusle“ erbaut und hieß ursprünglich Maria-Hilf-Kirche. Am 27. Oktober 1889 wurde sie vom damaligen Freiburger Erzbischof Christian Roos geweiht. In den Jahren 1921 bis 1923 wurde das Innere renoviert und mit Freskomalereien des Malers Hermann Anton Bantle aus München ausgestattet. Weil die Kirche wegen der zunehmenden Besiedlung im Osten der Wiehre, also der Oberwiehre, zu klein geworden war, wurde 1927 bis 1929 ganz in der Nähe eine neue, wesentlich größere Maria-Hilf-Kirche erbaut. Deshalb wurde die „alte“ Maria-Hilf-Kirche nur noch wenig genutzt.
Im Jahre 1980 wurde die Kirche von der katholischen Kirche an die Orthodoxen Kirchen übergeben und steht für deren Gottesdienste zur Verfügung. Seitdem heißt sie auch Maria Schutz (rumänisch Acoperǎmântul Maicii Domnului). Zuvor war sie auf Kosten der katholischen und evangelischen Kirche renoviert und für die liturgischen Bedürfnisse der Orthodoxie hergerichtet worden. Erste Nutzerin war die rumänisch-orthodoxe Gemeinde im Jahre 1980, dieser folgten 1981 die serbische und griechische Gemeinde. Im Jahre 2003 kam auch die russisch-orthodoxe Gemeinde hinzu.

## Beschreibung

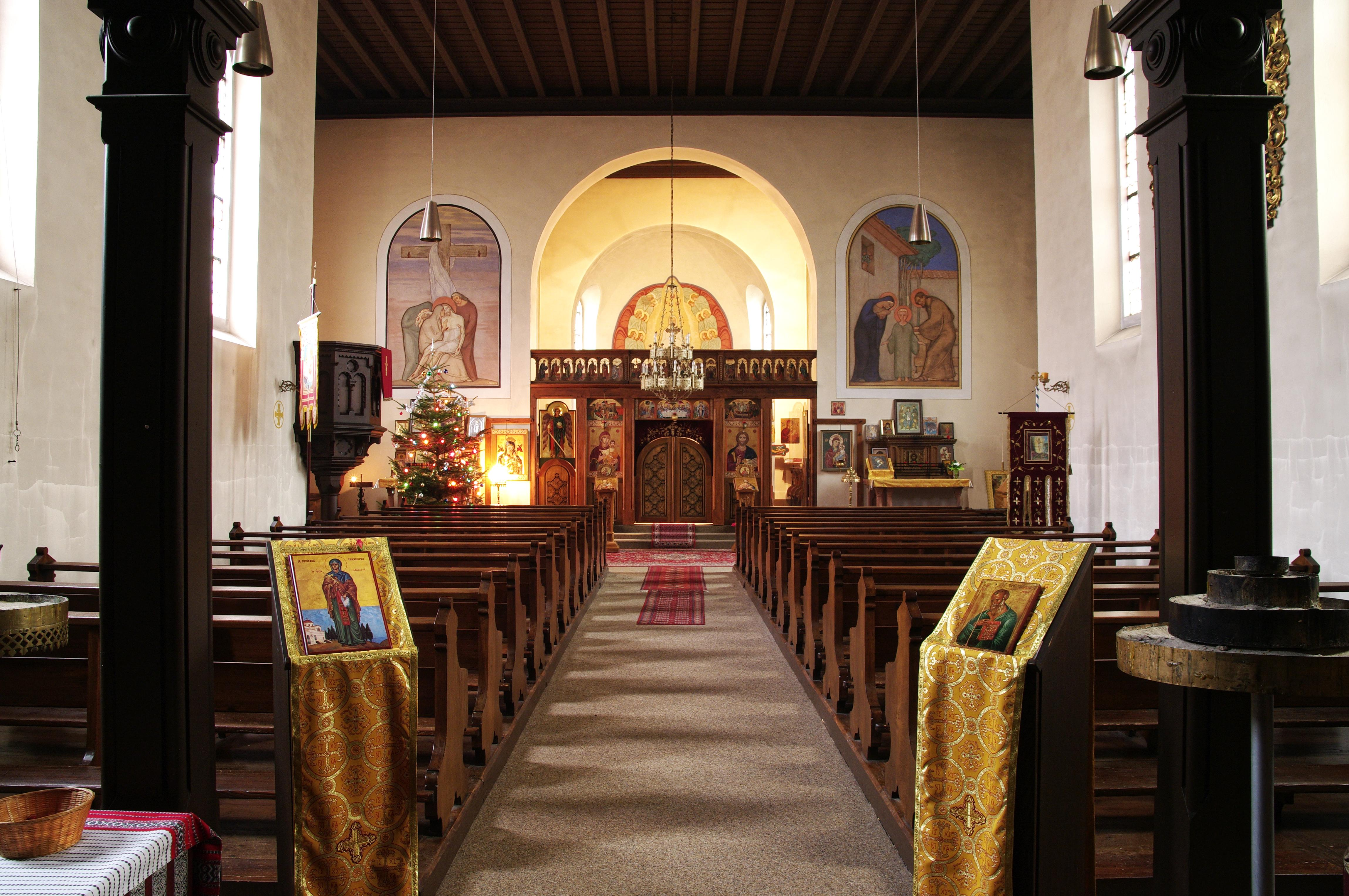
Maria Schutz innen

Der im Stil der Neoromanik errichtete Bau ist ein schlichter Saalbau mit einem Grundriss in Form eines lateinischen Kreuzes, wobei die Seitenarme des Querschiffs nur angedeutet sind. Gedeckt ist der Bau mit einem Satteldach. Das Langhaus hat vier Fensterachsen und ist im Inneren durch eine Ikonostase vom Altarraum abgetrennt. Drei der Fresken des Malers Bantle sind erhalten: Über der Ikonostase erkennt man den oberen Teil des Apsisgemäldes der Weißen Madonna im Engelskranz, links der Ikonostase ist eine Kreuzabnahme zu sehen und rechts eine Darstellung der Heiligen Familie.
Ein über der Eingangsfassade aufsitzender hölzerner, mit Blech verkleideter Glockenturm mit spitzem Pyramidendach enthält drei Kirchenglocken, die 1953 von Friedrich Wilhelm Schilling in Heidelberg gegossen wurden:
- Glocke 1 hat bei einem Durchmesser von 720 mm ein Gewicht von 221 kg und klingt mit dem Schlagton c″+-0
- Glocke 2 hat bei einem Durchmesser von 600 mm ein Gewicht von 126 kg und klingt auf es″+-0
- Glocke 3 hat bei einem Durchmesser von 530 mm ein Gewicht von 86 kg und klingt mit dem Ton f″+-0

Westlich an das Kirchengebäude ist winkelförmig ein Gebäude der Pfarrei Maria Hilf angebaut, in dem früher u. a. der Kindergarten untergebracht war und das nach dessen Auszug auch als Wohnheim für Meisterschüler diente. Die Pfarrei beabsichtigt, hier Wohnungen einzurichten.